# 日本電影學院獎最佳外語片獎
日本電影學院獎最佳外語片獎（日语：日本アカデミー賞最優秀外国作品賞）是由日本電影學院獎所頒發的獎項，表揚該年度最優秀的非日本語電影作品。

## 得獎及提名名單

### 1970年代
| 年份         | 電影                   | 原片語言                 |
| ------------ | ---------------------- | ------------------------ |
| 1977年 第1屆 | 《洛奇》               | 英語                     |
| 1977年 第1屆 | 《鬼火》               | 法語                     |
| 1977年 第1屆 | 《火爆群龍》           | 英語                     |
| 1977年 第1屆 | 《海上驚魂三十天》     | 英語                     |
| 1977年 第1屆 | 《電視台風雲》         | 英語                     |
| 1978年 第2屆 | 《家族的肖像》         | 英語、意大利語           |
| 1978年 第2屆 | 《仙舞飄飄》           | 英語                     |
| 1978年 第2屆 | 《再見女郎》           | 英語                     |
| 1978年 第2屆 | 《星球大戰：新的希望》 | 英語                     |
| 1978年 第2屆 | 《第三類接觸》         | 英語                     |
| 1979年 第3屆 | 《猎鹿人》             | 英語、俄語、越南語、法語 |
| 1979年 第3屆 | 《流浪艺人》           | 希臘語、德語、英語       |
| 1979年 第3屆 | 《木屐樹》             | 倫巴底語                 |
| 1979年 第3屆 | 《赤子情》             | 英語                     |
| 1979年 第3屆 | 《長路任我闖》         | 英語                     |

### 1980年代
| 年份          | 電影               | 原片語言                               |
| ------------- | ------------------ | -------------------------------------- |
| 1980年 第4屆  | 《克藍瑪對克藍瑪》 | 英語                                   |
| 1980年 第4屆  | 《爵士春秋》       | 英語                                   |
| 1980年 第4屆  | 《现代启示录》     | 英語                                   |
| 1980年 第4屆  | 《黛絲姑娘》       | 英語                                   |
| 1980年 第4屆  | 《曼哈頓》         | 英語                                   |
| 1981年 第5屆  | 《铁皮鼓》         | 德語、希伯來語、意大利語、波蘭語、俄語 |
| 1981年 第5屆  | 《戰火浮生錄》     | 法語、德語、英語、俄語                 |
| 1981年 第5屆  | 《象人》           | 英語                                   |
| 1981年 第5屆  | 《凡夫俗子》       | 英語                                   |
| 1981年 第5屆  | 《富貴逼人來》     | 英語                                   |
| 1982年 第6屆  | 《E.T.外星人》     | 英語                                   |
| 1982年 第6屆  | 《從海底出擊》     | 德語                                   |
| 1982年 第6屆  | 《烈火戰車》       | 英語、法語                             |
| 1982年 第6屆  | 《金色池塘》       | 英語                                   |
| 1982年 第6屆  | 《洛奇3》          | 英語                                   |
| 1983年 第7屆  | 《軍官與紳士》     | 英語                                   |
| 1983年 第7屆  | 《蘇菲的抉擇》     | 英語、波蘭語、德語                     |
| 1983年 第7屆  | 《隔墙花》         | 法語                                   |
| 1983年 第7屆  | 《勁舞》           | 英語                                   |
| 1983年 第7屆  | 《甘地传》         | 英語                                   |
| 1984年 第8屆  | 《美国往事》       | 英語                                   |
| 1984年 第8屆  | 《太空先鋒》       | 英語、俄語                             |
| 1984年 第8屆  | 《魔宮傳奇》       | 英語                                   |
| 1984年 第8屆  | 《天賜奇才》       | 英語                                   |
| 1984年 第8屆  | 《常在我心間》     | 英語                                   |
| 1985年 第9屆  | 《莫扎特傳》       | 英語                                   |
| 1985年 第9屆  | 《戰火屠城》       | 英語、法語、高棉語                     |
| 1985年 第9屆  | 《滅口大追殺》     | 英語、德語                             |
| 1985年 第9屆  | 《印度之旅》       | 英語                                   |
| 1985年 第9屆  | 《棉花俱樂部》     | 英語                                   |
| 1986年 第10屆 | 《回到未来》       | 英語                                   |
| 1986年 第10屆 | 《走出非洲》       | 英語、斯瓦希里語                       |
| 1986年 第10屆 | 《紫色姐妹花》     | 英語、西班牙語                         |
| 1986年 第10屆 | 《異形2》          | 英語                                   |
| 1986年 第10屆 | 《平步青雲》       | 英語                                   |
| 1987年 第11屆 | 《野战排》         | 英語                                   |
| 1987年 第11屆 | 《铁面无私》       | 英語                                   |
| 1987年 第11屆 | 《伴我同行》       | 英語                                   |
| 1987年 第11屆 | 《捍衛戰士》       | 英語                                   |
| 1987年 第11屆 | 《汉娜姐妹》       | 英語                                   |
| 1988年 第12屆 | 《末代皇帝》       | 英語、華語、日語                       |
| 1988年 第12屆 | 《金甲部隊》       | 英語、越南語                           |
| 1988年 第12屆 | 《华尔街》         | 英語                                   |
| 1988年 第12屆 | 《致命的吸引力》   | 英語                                   |
| 1988年 第12屆 | 《月滿抱佳人》     | 英語                                   |
| 1989年 第13屆 | 《終極警探》       | 英語                                   |
| 1989年 第13屆 | 《黑雨》           | 英語、日語                             |
| 1989年 第13屆 | 《聖戰奇兵》       | 英語                                   |
| 1989年 第13屆 | 《無敵波霸》       | 英語                                   |
| 1989年 第13屆 | 《雨人》           | 英語                                   |

### 1990年代
| 年份          | 電影                   | 原片語言                           |
| ------------- | ---------------------- | ---------------------------------- |
| 1990年 第14屆 | 《夢幻成真》           | 英語                               |
| 1990年 第14屆 | 《新天堂樂園》         | 意大利語                           |
| 1990年 第14屆 | 《人鬼情未了》         | 英語                               |
| 1990年 第14屆 | 《終極警探2》          | 英語                               |
| 1990年 第14屆 | 《全面回忆》           | 英語                               |
| 1991年 第15屆 | 《與狼共舞》           | 英語、蘇族語                       |
| 1991年 第15屆 | 《霹靂煞》             | 法語                               |
| 1991年 第15屆 | 《终结者2：审判日》    | 英語                               |
| 1991年 第15屆 | 《沉默的羔羊》         | 英語                               |
| 1991年 第15屆 | 《無語問蒼天》         | 英語                               |
| 1992年 第16屆 | 《刺杀肯尼迪》         | 英語                               |
| 1992年 第16屆 | 《情人》               | 英語、法語、越南語、粵語           |
| 1992年 第16屆 | 《第六感追緝令》       | 英語                               |
| 1992年 第16屆 | 《驕陽歲月》           | 英語                               |
| 1992年 第16屆 | 《護花傾情》           | 英語                               |
| 1993年 第17屆 | 《侏羅紀公園》         | 英語                               |
| 1993年 第17屆 | 《天與地》             | 英語、越南語                       |
| 1993年 第17屆 | 《絕嶺雄風》           | 英語                               |
| 1993年 第17屆 | 《亡命天涯》           | 英語                               |
| 1993年 第17屆 | 《殺無赦》             | 英語                               |
| 1994年 第18屆 | 《辛德勒的名单》       | 英語、希伯來語、德語、波蘭語、法語 |
| 1994年 第18屆 | 《真实的谎言》         | 英語、德語、阿拉伯語               |
| 1994年 第18屆 | 《鋼琴別戀》           | 英語、毛利語                       |
| 1994年 第18屆 | 《生死时速》           | 英語                               |
| 1994年 第18屆 | 《低俗小说》           | 英語                               |
| 1995年 第19屆 | 《肖申克的救赎》       | 英語                               |
| 1995年 第19屆 | 《阿波罗13号》         | 英語                               |
| 1995年 第19屆 | 《阿甘正传》           | 英語                               |
| 1995年 第19屆 | 《廊桥遗梦》           | 英語                               |
| 1995年 第19屆 | 《這個殺手不太冷》     | 英語                               |
| 1996年 第20屆 | 《事先張揚的求愛事件》 | 意大利語、西班牙語                 |
| 1996年 第20屆 | 《天煞-地球反擊戰》    | 英語                               |
| 1996年 第20屆 | 《七宗罪》             | 英語                               |
| 1996年 第20屆 | 《十二只猴子》         | 英語                               |
| 1996年 第20屆 | 《碟中谍》             | 英語                               |
| 1997年 第21屆 | 《泰坦尼克号》         | 英語                               |
| 1997年 第21屆 | 《空军一号》           | 英語、俄語                         |
| 1997年 第21屆 | 《西藏七年》           | 英語、德語、漢語、藏語、印地語     |
| 1997年 第21屆 | 《闪亮的风采》         | 英語                               |
| 1997年 第21屆 | 《英倫情人》           | 英語                               |
| 1998年 第22屆 | 《鐵面特警隊》         | 英語                               |
| 1998年 第22屆 | 《絕世天劫》           | 英語                               |
| 1998年 第22屆 | 《心靈捕手》           | 英語                               |
| 1998年 第22屆 | 《搶救雷恩大兵》       | 英語                               |
| 1998年 第22屆 | 《尽善尽美》           | 英語                               |
| 1999年 第23屆 | 《第六感》             | 英語                               |
| 1999年 第23屆 | 《傳奇女王伊利沙伯》   | 英語、法語、拉丁語                 |
| 1999年 第23屆 | 《美麗人生》           | 意大利語、德語、英語               |
| 1999年 第23屆 | 《莎翁情史》           | 英語                               |
| 1999年 第23屆 | 《黑客帝国》           | 英語                               |

### 2000年代
| 年份          | 電影                               | 原片語言                                       |
| ------------- | ---------------------------------- | ---------------------------------------------- |
| 2000年 第24屆 | 《黑暗中的舞者》                   | 英語                                           |
| 2000年 第24屆 | 《生死諜變》                       | 韓語                                           |
| 2000年 第24屆 | 《美麗有罪》                       | 英語                                           |
| 2000年 第24屆 | 《帝國驕雄》                       | 英語                                           |
| 2000年 第24屆 | 《綠里奇蹟》                       | 英語                                           |
| 2001年 第25屆 | 《跳出我天地》                     | 英語                                           |
| 2001年 第25屆 | 《那山、那人、那狗》               | 華語                                           |
| 2001年 第25屆 | 《情迷朱古力》                     | 法語、英語                                     |
| 2001年 第25屆 | 《人工智能》                       | 英語                                           |
| 2001年 第25屆 | 《哈利波特：神秘的魔法石》         | 英語                                           |
| 2002年 第26屆 | 《孽愛傷痕》                       | 英語                                           |
| 2002年 第26屆 | 《哈利波特：消失的密室》           | 英語                                           |
| 2002年 第26屆 | 《魔戒首部曲：魔戒現身》           | 英語                                           |
| 2002年 第26屆 | 《我是山姆》                       | 英語                                           |
| 2002年 第26屆 | 《纽约黑帮》                       | 英語                                           |
| 2003年 第27屆 | 《鋼琴戰曲》                       | 英語、波蘭語、德語、俄語、法語、土耳其語       |
| 2003年 第27屆 | 《芝加哥》                         | 英語                                           |
| 2003年 第27屆 | 《时时刻刻》                       | 英語                                           |
| 2003年 第27屆 | 《魔戒二部曲：雙城奇謀》           | 英語                                           |
| 2003年 第27屆 | 《我的野蛮女友》                   | 韓語                                           |
| 2004年 第28屆 | 《最後武士》                       | 英語、日語、法語                               |
| 2004年 第28屆 | 《特洛伊：木馬屠城》               | 英語                                           |
| 2004年 第28屆 | 《魔戒三部曲：王者再臨》           | 英語                                           |
| 2004年 第28屆 | 《神秘河流》                       | 英語                                           |
| 2004年 第28屆 | 《壮志奔腾》                       | 英語                                           |
| 2005年 第29屆 | 《登峰造擊》                       | 英語                                           |
| 2005年 第29屆 | 《铁拳男人》                       | 英語                                           |
| 2005年 第29屆 | 《星際大戰三部曲：西斯大帝的復仇》 | 英語                                           |
| 2005年 第29屆 | 《查理和巧克力工厂》               | 英語                                           |
| 2005年 第29屆 | 《歌聲魅影》                       | 英語                                           |
| 2006年 第30屆 | 《戰火旗蹟》                       | 英語                                           |
| 2006年 第30屆 | 《加勒比海盗2：聚魂棺》            | 英語、土耳其語、希臘語                         |
| 2006年 第30屆 | 《衝擊效應》                       | 英語                                           |
| 2006年 第30屆 | 《卢旺达饭店》                     | 英語                                           |
| 2006年 第30屆 | 《達文西密碼》                     | 英語                                           |
| 2007年 第31屆 | 《來自硫磺島的信》                 | 英語、日語                                     |
| 2007年 第31屆 | 《火線交錯》                       | 英語、西班牙語、阿拉伯語、法語、日語、柏柏爾語 |
| 2007年 第31屆 | 《神鬼認證：最後通牒》             | 英語、俄語                                     |
| 2007年 第31屆 | 《夢幻女郎》                       | 英語                                           |
| 2007年 第31屆 | 《髮膠明星夢》                     | 英語                                           |
| 2008年 第32屆 | 《黑暗騎士》                       | 英語                                           |
| 2008年 第32屆 | 《色，戒》                         | 華語、英語、日語、印地語                       |
| 2008年 第32屆 | 《赤壁》                           | 華語                                           |
| 2008年 第32屆 | 《險路勿近》                       | 英語                                           |
| 2008年 第32屆 | 《一路玩到掛》                     | 英語                                           |
| 2009年 第33屆 | 《驅·逐》                          | 英語、苗語                                     |
| 2009年 第33屆 | 《貧民百萬富翁》                   | 英語、印地語、馬拉提語                         |
| 2009年 第33屆 | 《赤壁2：決戰天下》                | 華語                                           |
| 2009年 第33屆 | 《陌生的孩子》                     | 英語                                           |
| 2009年 第33屆 | 《拼命戰羊》                       | 英語                                           |

### 2010年代
| 年份          | 電影                       | 原片語言                                       |
| ------------- | -------------------------- | ---------------------------------------------- |
| 2010年 第34屆 | 《阿凡达》                 | 英語                                           |
| 2010年 第34屆 | 《不敗雄心》               | 英語、南非語、毛利語、祖魯語、科薩語、塞索托語 |
| 2010年 第34屆 | 《全面啟動》               | 英語                                           |
| 2010年 第34屆 | 《玩具總動員3》            | 英語                                           |
| 2010年 第34屆 | 《拆彈部隊》               | 英語                                           |
| 2011年 第35屆 | 《国王的演讲》             | 英語                                           |
| 2011年 第35屆 | 《猿人爭霸戰：猩凶革命》   | 英語                                           |
| 2011年 第35屆 | 《社群網戰》               | 英語                                           |
| 2011年 第35屆 | 《黑天鵝》                 | 英語                                           |
| 2011年 第35屆 | 《点球成金》               | 英語                                           |
| 2012年 第36屆 | 《无法触碰》               | 法語                                           |
| 2012年 第36屆 | 《逃离德黑兰》             | 英語、波斯語                                   |
| 2012年 第36屆 | 《黑暗騎士：黎明昇起》     | 英語                                           |
| 2012年 第36屆 | 《龍紋身的女孩》           | 英語                                           |
| 2012年 第36屆 | 《007：大破天幕杀机》      | 英語                                           |
| 2013年 第37屆 | 《悲惨世界》               | 英語                                           |
| 2013年 第37屆 | 《三傻大闹宝莱坞》         | 印地語、英語                                   |
| 2013年 第37屆 | 《怒海劫》                 | 英語、索馬里語                                 |
| 2013年 第37屆 | 《被解救的姜戈》           | 英語                                           |
| 2013年 第37屆 | 《引力邊緣》               | 英語                                           |
| 2014年 第38屆 | 《魔雪奇緣》               | 英語                                           |
| 2014年 第38屆 | 《星际穿越》               | 英語                                           |
| 2014年 第38屆 | 《怒火特攻隊》             | 英語                                           |
| 2014年 第38屆 | 《哥斯拉》                 | 英語                                           |
| 2014年 第38屆 | 《澤西男孩》               | 英語                                           |
| 2015年 第39屆 | 《美國狙擊手》             | 英語                                           |
| 2015年 第39屆 | 《皇家特工：間諜密令》     | 英語                                           |
| 2015年 第39屆 | 《爆裂鼓手》               | 英語                                           |
| 2015年 第39屆 | 《疯狂的麦克斯：狂暴之路》 | 英語                                           |
| 2015年 第39屆 | 《007：惡魔四伏》          | 英語                                           |
| 2016年 第40屆 | 《薩利機長：哈德遜奇蹟》   | 英語                                           |
| 2016年 第40屆 | 《神鬼獵人》               | 英語、阿里卡拉語                               |
| 2016年 第40屆 | 《絕地救援》               | 英語                                           |
| 2016年 第40屆 | 《動物方城市》             | 英語                                           |
| 2016年 第40屆 | 《STAR WARS：原力覺醒》    | 英語                                           |
| 2017年 第41屆 | 《樂來越愛你》             | 英語                                           |
| 2017年 第41屆 | 《敦克爾克大行動》         | 英語、法語、德語                               |
| 2017年 第41屆 | 《攻敵必救》               | 英語                                           |
| 2017年 第41屆 | 《隐藏人物》               | 英語                                           |
| 2017年 第41屆 | 《美女與野獸》             | 英語                                           |
| 2018年 第42屆 | 《波希米亞狂想曲》         | 英語                                           |
| 2018年 第42屆 | 《大娛樂家》               | 英語                                           |
| 2018年 第42屆 | 《忘形水》                 | 英語                                           |
| 2018年 第42屆 | 《三块广告牌》             | 英語                                           |
| 2018年 第42屆 | 《不可能的任務：全面瓦解》 | 英語                                           |
| 2019年 第43屆 | 《小丑》                   | 英語                                           |
| 2019年 第43屆 | 《昨日奇迹》               | 英語                                           |
| 2019年 第43屆 | 《幸福綠皮書》             | 英語                                           |
| 2019年 第43屆 | 《賭命運轉手》             | 英語                                           |
| 2019年 第43屆 | 《從前，有個好萊塢》       | 英語                                           |

### 2020年代
| 年份          | 電影                        | 原片語言               |
| ------------- | --------------------------- | ---------------------- |
| 2020年 第44屆 | 《寄生上流》                | 韓語                   |
| 2020年 第44屆 | 《1917》                    | 英語                   |
| 2020年 第44屆 | 《賽道狂人》                | 英語、義大利語、法語   |
| 2020年 第44屆 | 《STAR WARS：天行者的崛起》 | 英語                   |
| 2020年 第44屆 | 《TENET天能》               | 英語                   |
| 2021年 第45屆 | 《007：生死交戰》           | 英語                   |
| 2021年 第45屆 | 《夢想裁縫師》              | 希臘語、德文           |
| 2021年 第45屆 | 《游牧人生》                | 英語                   |
| 2021年 第45屆 | 《夢想之地》                | 英語、韓語             |
| 2021年 第45屆 | 《DUNE》                    | 英語、部分漢語         |
| 2022年 第46屆 | 《捍衛戰士：獨行俠》        | 英語                   |
| 2022年 第46屆 | 《阿凡達：水之道》          | 英語                   |
| 2022年 第46屆 | 《樂動心旋律》              | 英語、手語             |
| 2022年 第46屆 | 《蜘蛛人：無家日》          | 英語                   |
| 2022年 第46屆 | 《RRR》                     | 泰盧固語               |
| 2023年 第46屆 | 《不可能的任務：致命清算》  | 英語                   |
| 2023年 第46屆 | 《花月殺手》                | 英語                   |
| 2023年 第46屆 | 《Barbie芭比》              | 英語                   |
| 2023年 第46屆 | 《曼妙之旅》                | 法語                   |
| 2023年 第46屆 | 《TÁR塔爾》                 | 英語                   |
| 2024年 第47屆 | 《奥本海默》                | 英語                   |
| 2024年 第47屆 | 《可憐的東西》              | 英語                   |
| 2024年 第47屆 | 《利益区域》                | 德语、波兰语、意第绪语 |
| 2024年 第47屆 | 《帝國浩劫：美國內戰》      | 法語                   |
| 2024年 第47屆 | 《迷途新娘》                | 印地语                 |